# Al Taliaferro
Al Taliaferro (egentlig Charles Alfred Taliaferro, født 29. august 1905, død 3. februar 1969) var en amerikansk tegneserietegner fra Colorado. Han var med til at skabe Rip, Rap og Rup samt Bedstemor And og Anders Ands hund Bernhard.
Han tegnede kun få lange historier, men fokuserede i stedet på dagstriber og søndagssider til aviserne. Han tegnede i 1934 serieudgaven af Den kloge lille høne (The Wise Little Hen), hvor anden havde fået sin debut, da han stod bag Silly Symphonies. Da han i 1936 fik overtalt The Walt Disney Company til at lade anden være hovedfigur i denne stribe, fik det stor succes, og allerede året efter kunne han i samarbejde med Bob Karp lade den hidsige and have sin egen serie. Her indførte han snart de ovennævnte nye figurer.